# Záluží (Boêmia Central)
Záluží é uma comuna checa localizada na região da Boêmia Central, distrito de Beroun.